# Rzodkiewnik
Rzodkiewnik (Arabidopsis Heynh.) – rodzaj roślin należący do rodziny kapustowatych. Obejmuje 10–11 gatunków. Rośliny te występują w Europie i Azji, i tylko Arabidopsis arenicola rośnie endemicznie w Ameryce Północnej. W Polsce rosną dwa gatunki tradycyjnie tu włączane: rzodkiewnik pospolity (A. thaliana) i rzodkiewnik szwedzki (A. suecica) oraz cztery gatunki, dawniej wyodrębniane w rodzaju rzeżusznik i dlatego w większości noszące zwyczajowe nazwy: rzeżusznik piaskowy (A. arenosa), rzeżusznik skalny (A. lyrata subsp. petraea), rzeżusznik tatrzański (A. neglecta) i rzodkiewnik Hallera (A. halleri). 
Rzodkiewnik pospolity jest wykorzystywany jako organizm modelowy w genetyce do identyfikacji, poznania usytuowania i mechanizmu działania rozmaitych genów. Walorami gatunku sprzyjającymi tej funkcji są: niewielkie rozmiary, krótki cykl rozwojowy, samopylność, stosunkowo niewielki genom zsekwencjonowany już w 2000 roku.

## Morfologia
PokrójJednoroczne, dwuletnie i wieloletnie rośliny zielne, czasem z rozłogami i drewniejącą szyją korzeniową. Pędy rozgałęziające się u nasady z łodygami prosto wzniesionymi lub podnoszącymi się, owłosione lub nagie, zwłaszcza w górnej części. Włoski proste i rozgałęzione.
LiścieOdziomkowe skupione w rozetę przyziemną, zwykle ogonkowe, całobrzegie, ząbkowane lub pierzasto wcinane. Liście łodygowe siedzące o blaszce całobrzegiej, ząbkowanej lub rzadziej lirowatej.
KwiatyZebrane w grona niewydłużające się podczas owocowania. Szypułki kwiatowe cienkie, wzniesione, odstające lub nieznacznie odgięte w dół. Działki kielicha owalne, prosto wzniesione lub podnoszące się, czasem skrajna para nieco rozszerzona woreczkowato u nasady. Płatki korony białe, lawendowe lub różowawe. Pręcików sześć, prosto wzniesionych, słabo czterosilnych. Zalążnia górna z 15–80 zalążkami w każdej z dwóch komór, szyjka słupka do 1 mm długości, znamię główkowate.
OwoceWalcowate lub spłaszczone równowąskie łuszczyny zawierające liczne nasiona.

## Systematyka
Ujęcie taksonomiczne rodzaju Arabidopsis było przez długi czas przedmiotem kontrowersji. Gatunki zaliczane były do rodzaju na podstawie wybranych i nielicznych cech morfologicznych (takich jak obecność gwiazdkowatych włosków, równowąskiej łuszczyny i budowie liścieni), co skutkowało włączaniem tu jeszcze w latach 90. XX wieku nawet ok. 60 gatunków. W niektórych bardzo szerokich ujęciach taksonomicznych rodzaj Arabidopsis wraz m.in. z Cardaminopsis łączony bywał z rodzajem gęsiówka Arabis (tylko na podstawie ułożenia liścieni i zawiązka korzenia w nasionie). W końcu lat 90. zastosowanie metod molekularnych pozwoliło na uściślenie powiązań filogenetycznych. Okazało się, że cechy uznawane za diagnostyczne ewoluowały wielokrotnie w obrębie rodziny kapustowatych w różnych liniach i krytyczna analiza danych molekularnych ujawniła polifiletyczny charakter taksonów w ich szerokim ujęciu. W pierwszych dwóch dekadach XXI wieku generalnie utrzymano ujęcie rodzaju Arabidopsis z przełomu wieków zawężające liczbę zaliczanych tu gatunków, aczkolwiek dodawano do niego nowo wyróżniane gatunki i podgatunki w wyniku odkryć nowych taksonów i reorganizacji synonimów. W obrębie rodzaju wciąż jednak kilka taksonów w randze gatunku jest dyskusyjnych, w efekcie wyróżnia się od ok. 11 do 15. Dzielone są one na kilka grup/kompleksów: monotypową z diploidalnym i szeroko rozprzestrzenionym A. thaliana, grupy A. arenosa, A. halleri i A. lyrata, trzy diploidalne gatunki endemiczne dla niewielkich obszarów w południowej Europie oraz dwa alloploidalne gatunki z północnej Eurazji.
Pozycja systematyczna według APweb (aktualizowany system APG IV z 2016)
Rodzaj z rodziny kapustowatych (Brassicaceae), rzędu kapustowców (Brassicales), kladu różowych (rosids) w obrębie okrytonasiennych (Magnoliophyta).
Wykaz gatunków
- Arabidopsis arenicola (Richardson ex Hooker) Al-Shehbaz
- Arabidopsis arenosa  (L.) Lawalrée – rzeżusznik piaskowy
- Arabidopsis cebennensis  (DC.) O'Kane & Al-Shehbaz
- Arabidopsis croatica  (Schott) O'Kane & Al-Shehbaz
- Arabidopsis halleri  (L.) O'Kane & Al-Shehbaz – rzodkiewnik Hallera
- Arabidopsis lyrata  (L.) O'Kane & Al-Shehbaz – rzeżusznik skalny
- Arabidopsis neglecta  (Schult.) O'Kane & Al-Shehbaz – rzeżusznik tatrzański
- Arabidopsis pedemontana  (Boiss.) O'Kane & Al-Shehbaz
- Arabidopsis petrogena  (A.Kern.) V.I.Dorof.
- Arabidopsis suecica  (Fr.) Norrl. – rzodkiewnik szwedzki
- Arabidopsis thaliana  (L.) Heynh. – rzodkiewnik pospolity
- Arabidopsis umezawana  Kadota

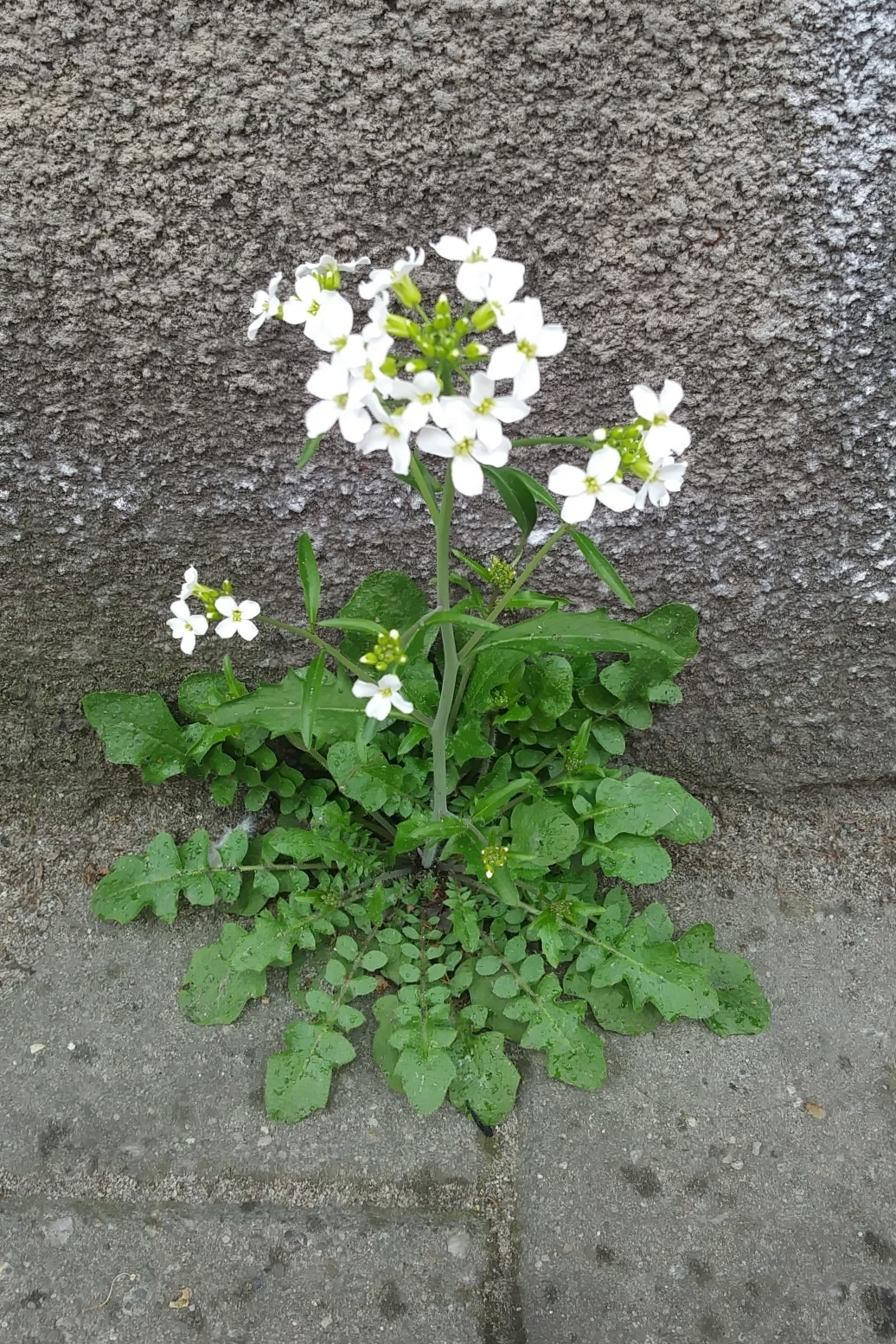
Rzeżusznik piaskowy Arabidopsis arenosa
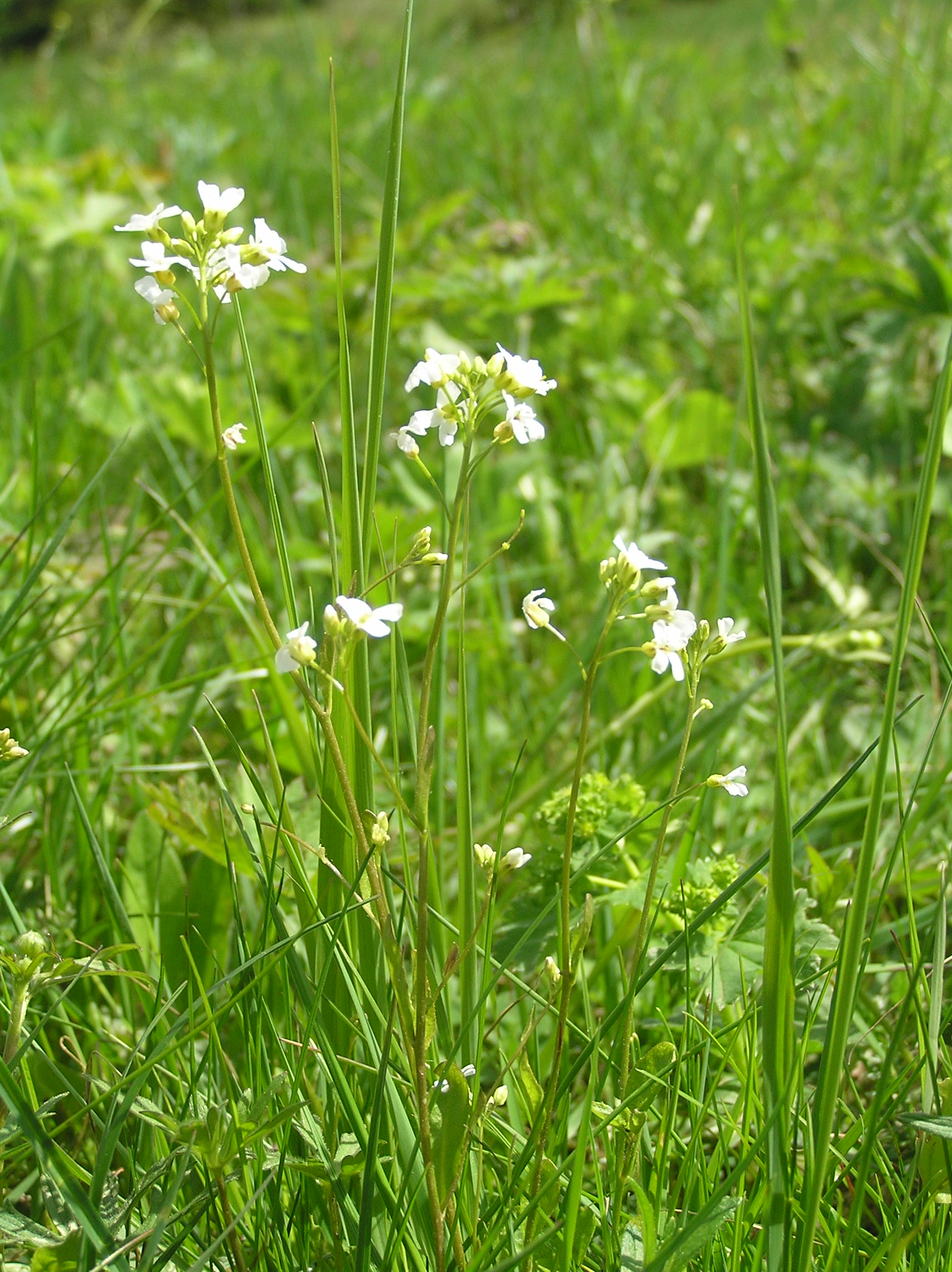
Rzodkiewnik Hallera Arabidopsis halleri
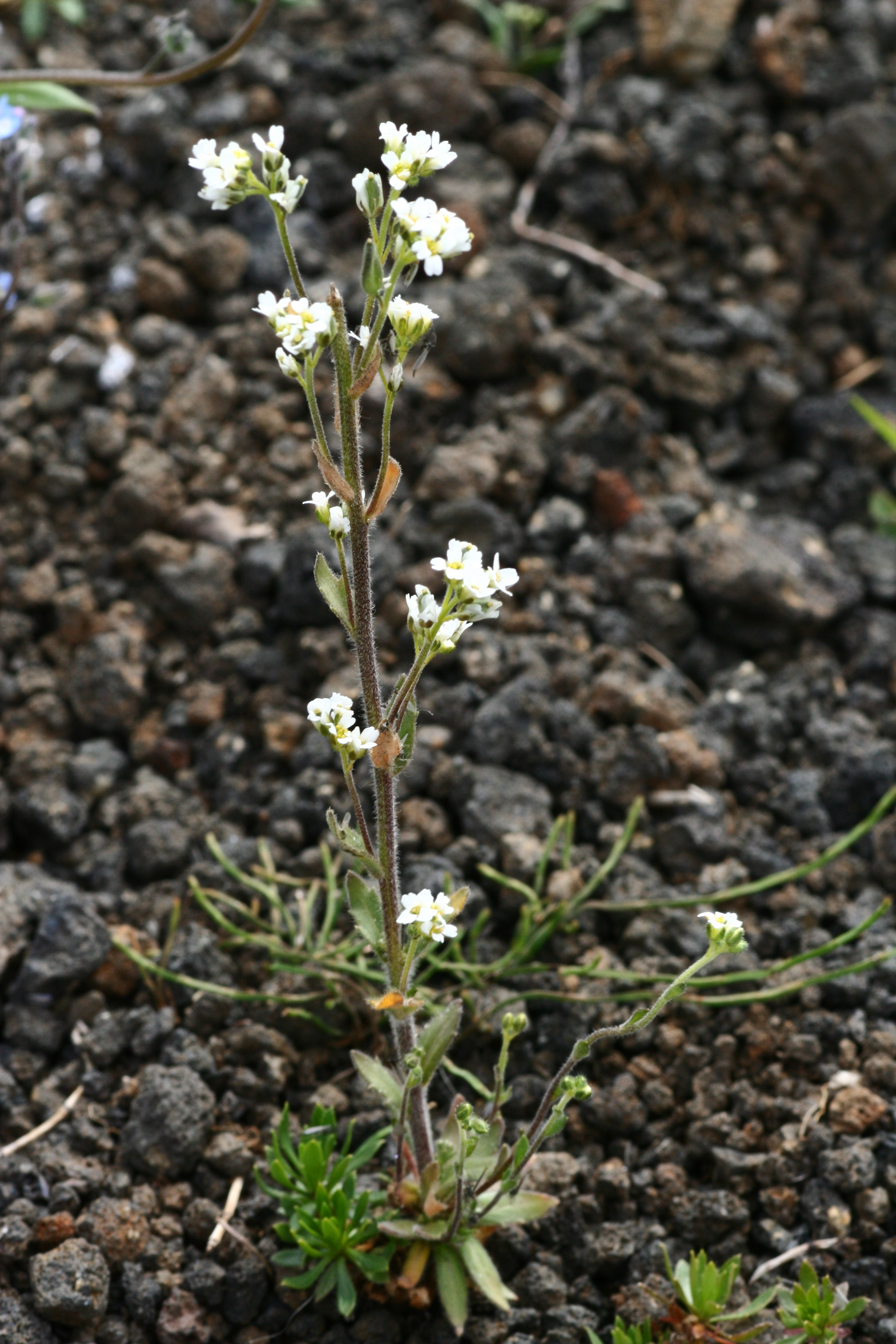
Rzeżusznik skalny Arabidopsis lyrata subsp. petraea
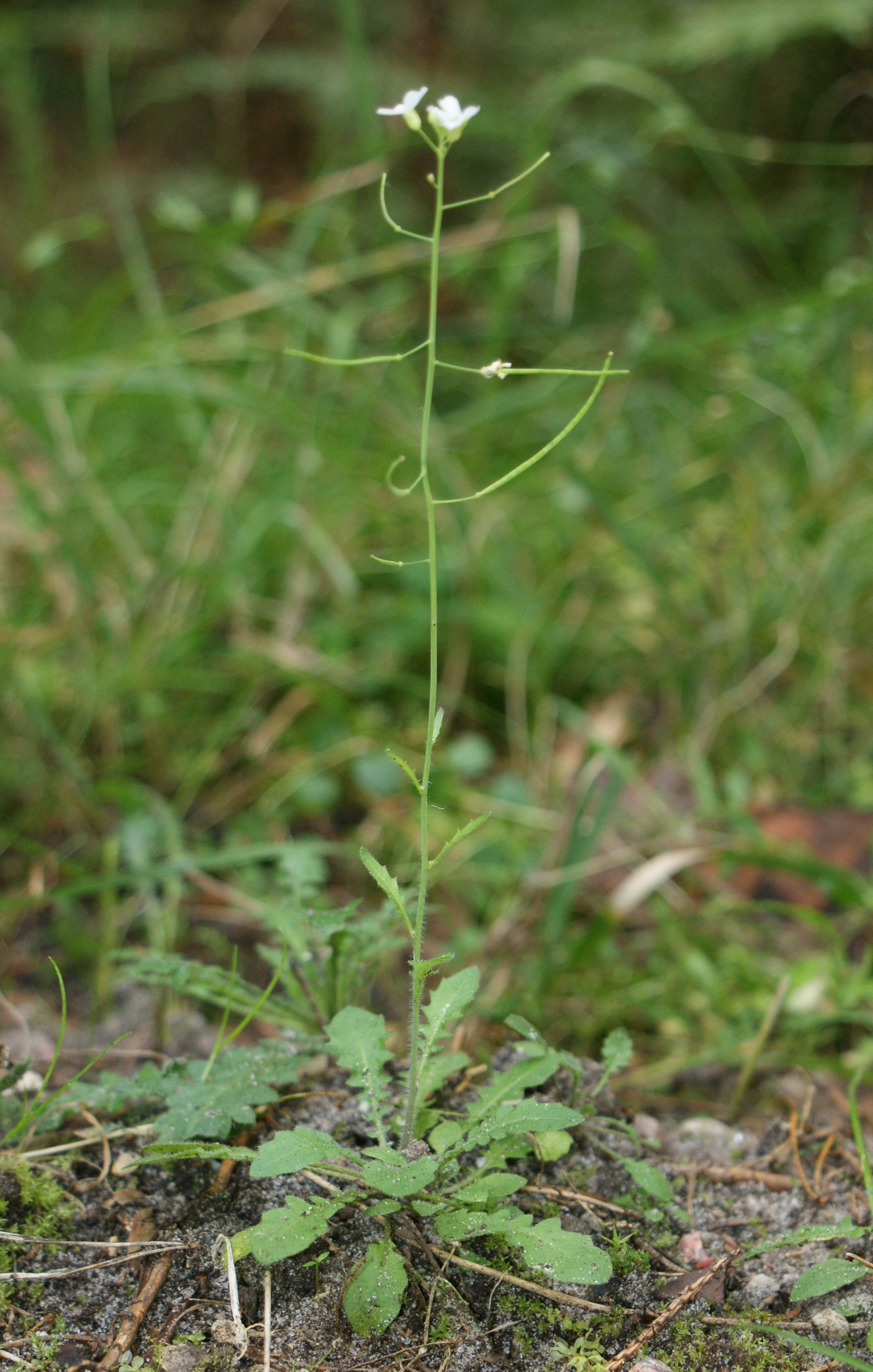
Rzodkiewnik pospolity Arabidopsis thaliana